# G10貨幣
G10貨幣是世界上交易量最大的十种货币，亦是世界上流动性最高的十种。 投資者经常在开放市场上交易G10貨幣，相關交易對國際汇率的影響不大。
G10貨幣一词的起源尚不清楚，但可能来自G10国家及其参与的一般借款協定 (GAB) 。 G10貨幣和G10国家之间不再有单对一的比赛。
G10貨幣是:
- 澳元(AUD)
- 加拿大元 (CAD)
- 歐元 (EUR)
- 日元 (JPY)
- 紐西蘭元 (NZD)
- 挪威克朗 (NOK)
- 英鎊 (GBP)
- 瑞典克朗 (SEK)
- 瑞士法郎 (CHF)
- 美元 (USD)

在一些银行圈子中,提及G11貨幣，即G10貨幣加上丹麦克朗 (DKK) 。